# Anacreonte
Anacreonte (en griego Ἀνακρέων) fue un poeta griego nacido en la ciudad jónica de Teos, situada en la costa de Asia Menor (actualmente Siğacik, en Turquía), más o menos en la época de la muerte de Safo de Lesbos. 
Se cree que su vida discurrió entre los años 574 y 485 a. C. Escapando de la amenaza persa, los habitantes de la Jonia emigraron a Tracia, donde fundaron Abdera. Junto a ellos llegó el joven poeta y se piensa que en esa ciudad escribe sus primeros versos. De Abdera pasó a Samos, a la corte del tirano Polícrates, quien lo llama para que sea maestro de su hijo homónimo. Tras el asesinato de Polícrates (522 a. C.), Anacreonte se traslada a Atenas, a la corte de los Pisistrátidas, gobernada por Hipias. Hipias mandó un barco especial para trasladarlo, según cuentan Heródoto y el pseudo-Aristóteles. Después de esto, se pierde su rastro, pero es de suponer que murió en Atenas, en donde han sido encontradas estatuas suyas y otras con dísticos de su autoría.

## Sus obras
Su lírica, de tono hedonista, refinado e irónico, como se puede ver en los últimos comentarios hallados en los Papiros de Oxirrinco, canta los placeres del amor (tanto de hombres como de mujeres) y el vino, y rechaza la guerra y el tormento de la vejez, así como el culto a Dioniso, apenas en expansión en su época. Junto con Safo y Alceo forma el grupo de los poetas griegos más íntimos que cantaron acompañados por la lira. Crinágoras establece en seis de sus libros, aunque tenemos rastros de tres, contradicción explicable por las diversas ediciones a lo largo del tiempo, pues las nuestras corresponderían a las ediciones alejandrinas.
El amor para Anacreonte es algo fundamentalmente sensual, fugaz y pasajero. Sus composiciones sobre ese tema son sumamente breves, como quedó demostrado por los nuevos descubrimientos. Son famosos sus poemas dedicados a una "muchacha joven"  a quien llama «potra tracia», así como aquellos que hacen referencia a juegos entre el poeta y algún joven del que estuviera enamorado (Smerdies, Batilo y Cleóbulo). Ha pasado a la posteridad como el poeta de los banquetes. Entre los nuevos fragmentos, hay muchos que hacen mención a Polícrates, a veces como si fuese mujer y a veces como si fuese hombre.
Sus poemas fueron copiados e imitados en épocas más tardías: le fueron asignados a él en su totalidad aunque en la actualidad se supone que no son suyos. A este compendio de poemas se le llama Anacreónticas y pertenecen, en su mayoría, a la época bizantina.
Anacreonte afirmaba con frecuencia, haciendo referencia a la relación que la poetisa Safo mantuvo con sus alumnas, que aquella había sentido un amor sexual por estas. Tales afirmaciones fueron causa de rumor y con el paso del tiempo se extendieron de tal modo, que debido a ello nacieron los términos «lesbianismo» y «safismo».

## Traducciones
- Juan Ferraté: Líricos griegos arcaicos. Edición bilingüe. Seix Barral. Barcelona. 1968.
- Carlos García Gual: Antología de la poesía lírica griega. Siglos VII- IV a. C.. El libro de bolsillo, 782. Alianza Editorial. Madrid. 1980.
- Francisco Rodríguez Adrados: Lírica griega arcaica. Biblioteca Clásica, 31. Gredos. Madrid. 1986.
- Rubén Bonifaz Nuño: Antología de la lírica griega. Edición bilingüe. Nuestros clásicos, 71. Universidad Nacional Autónoma de México. México. 1988.
- Miguel Castillo Didier: Anacreónticas. Edición trilingüe y cuatritextual. Centro de Estudios Griegos Bizantinos y Neohelénicos. Universidad de Chile. Santiago de Chile. 1999.
- Juan Manuel Rodríguez Tobal: Anacreonte. Poemas y fragmentos. Edición bilingüe. Hojas de Poesía. Pavesas. Segovia. 2000.
- Aurora Luque: Los dados de Eros. Antología de poesía erótica griega. Edición bilingüe. Poesía Hiperión, 386. Hiperión. Madrid. 2000.
- Emilio Suárez de la Torre: Antología de la lírica griega arcaica. Letras universales, 343. Cátedra. Madrid. 2002.
- Juan Manuel Rodríguez Tobal: El ala y la cigarra. Fragmentos de la poesía arcaica griega no épica. Edición bilingüe. Hiperión. Madrid.  2005.
- José Luis Calvo Martínez: Antología de poesía erótica griega. Edición bilingüe. Letras universales, 414. Cátedra. Madrid. 2009.
- Mauricio López Noriega: Anacreonte. Poemas y fragmentos. Edición bilingüe. Textofilia Ediciones. México. 2009.
- Janitzio Villamar: "Fragmentos". Editorial Estigia. México, 2013.